# Bulgarische Badmintonmeisterschaft 2025
Die Bulgarische Badmintonmeisterschaft 2025 fand vom 27. bis zum 30. März 2025 in Sofia statt.

## Medaillengewinner
| Disziplin    | Gold                                  | Silber                           | Bronze                                 |
| ------------ | ------------------------------------- | -------------------------------- | -------------------------------------- |
| Herreneinzel | Dimitar Yanakiev                      | Daniel Nikolov                   | Denis Marinov                          |
| Herreneinzel | Dimitar Yanakiev                      | Daniel Nikolov                   | Ivan Rusev                             |
| Dameneinzel  | Kaloyana Nalbantova                   | Hristomira Popovska              | Gergana Pavlova                        |
| Dameneinzel  | Kaloyana Nalbantova                   | Hristomira Popovska              | Tanja Ivanova                          |
| Herrendoppel | Daniel Nikolov Dimitar Yanakiev       | Ilian Stojnov Ivan Rusev         | Zvetomir Stojnov Stanimir Terziev      |
| Herrendoppel | Daniel Nikolov Dimitar Yanakiev       | Ilian Stojnov Ivan Rusev         | Danail Balkansky Vasil Paskov          |
| Damendoppel  | Gabriela Stoeva Stefani Stoeva        | Kaloyana Nalbantova Maria Mizowa | Tanja Ivanova Mila Ivanova             |
| Damendoppel  | Gabriela Stoeva Stefani Stoeva        | Kaloyana Nalbantova Maria Mizowa | Zvetina Popivanova Michaela Chepisheva |
| Mixed        | Stilijan Makarski Hristomira Popovska | Ivan Rusev Kaloyana Nalbantova   | Evgeniy Panev Stefani Stoeva           |
| Mixed        | Stilijan Makarski Hristomira Popovska | Ivan Rusev Kaloyana Nalbantova   | Stefan Garev Gabriela Stoeva           |